# Misionáři obláti Panny Marie Neposkvrněné
Misionáři obláti Panny Marie Neposkvrněné (OMI) jsou misijním řeholním společenstvím kněží a bratří uprostřed katolické církve. Jejich hlavním posláním je hlásat radostnou zvěst lidem, kteří o Ježíši Kristu a jeho evangeliu ještě neslyšeli, nebo těm, ke kterým obvyklá pastorace Církve nedosahuje. Tuto svou misii - poslání uskutečňují v apoštolských komunitách a v úzké spolupráci s laiky, kteří jsou považováni za partnery v evangelizaci.
Výraz „oblatus“ má původ v latině s významem darovaný či obětovaný. 

## Vznik řádu

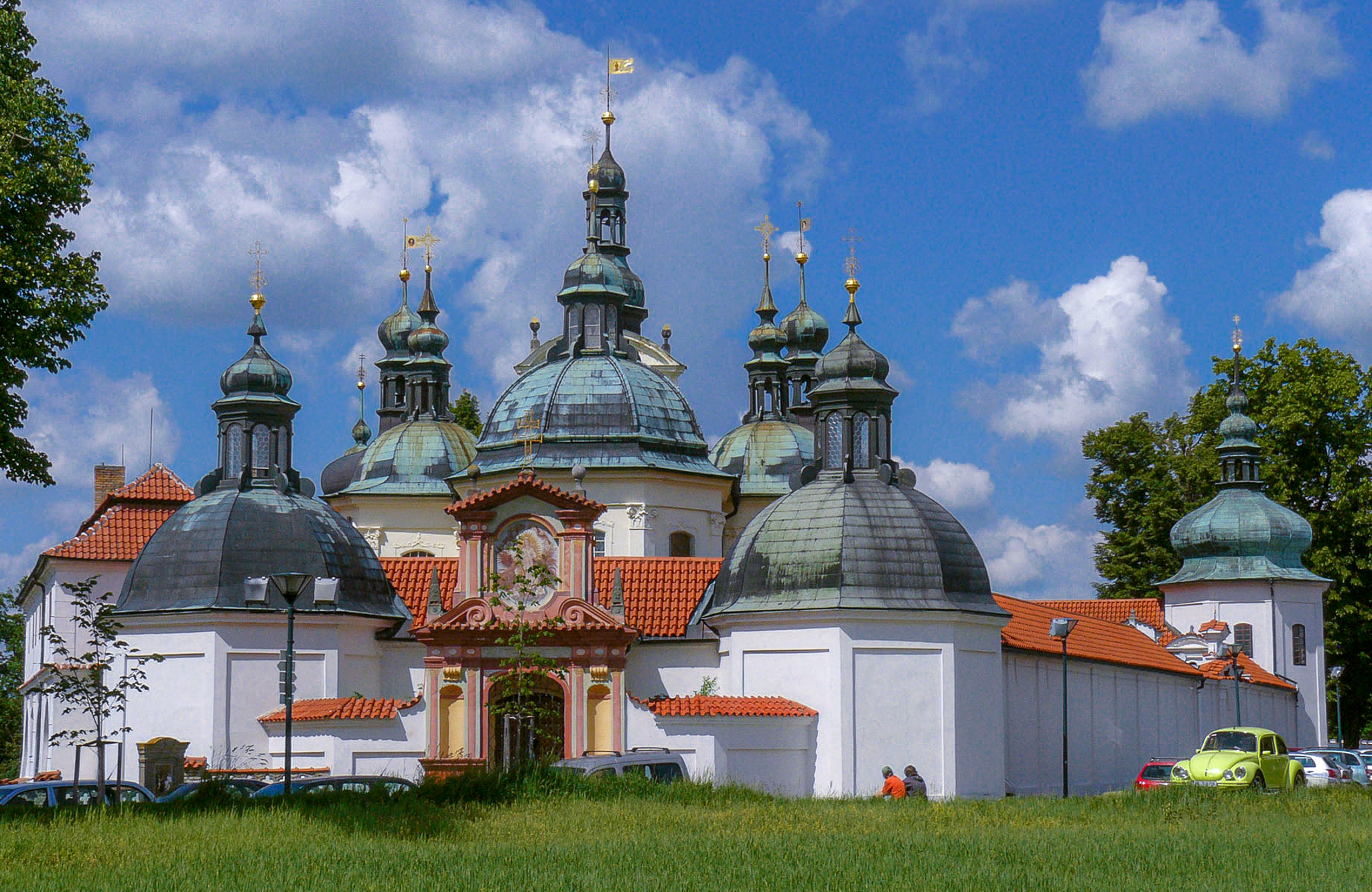
Klášter Klokoty

Obláti jsou součástí katolické církve, jejichž specialitou jsou misie, působení na místech, kde kněží nejsou. Založil ji po napoleonských válkách francouzský šlechtic Evžen z Mazenodu a vetknul jí ideu „šířit poselství Krista mezi těmi, kteří po zvratech doby zůstali bez pastýřů“. Roku 1826 papež Lev XII. kongregaci potvrdil vytvořená pravidla. Roku 1845 vyslali první misie do Kanady, na Cejlon a do Jižní Afriky.

## Poslání
Obláti nejsou specialisty na jeden určitý druh pastorace nebo jednu konkrétní skupinu lidí. Je sice pravda, že se kongregace již od samých počátků věnovala především práci s mládeží, hlásání lidových misií, apoštolátu u chudých a opuštěných a postupem času se z nich stali i misionáři ad gentes, ale v současnosti působí ve světě také jako faráři, správci poutních míst. Angažují se v oblasti spravedlnosti, míru a integrity stvoření, pracují s imigranty a romským etnikem.

## Začátky OMI v českých zemích
Kongregace oblátů Panny Marie Neposkvrněné (OMI) se v Čechách usadila v roce 1911, po vzniku Československa založila samostatnou provincii. Působilo zde, zejména v Sudetech, osm kněží. Jejich centrem byl konvent v Teplé. V Kájově u Českého Krumlova fungoval jejich juniorát a noviciát. Po vyhnání Němců po skončení II.světové války provincie přestala fungovat a formálně zanikla úmrtím P. Jana Václava Straky roku 1970.

## Nová historie
V roce 1991 se vrátil z 43letého působení v Africe pater Zdeněk Čížkovský, aby zde činnost provincie obnovil. Pracoval jako farář v Kroměříži, kde obláti dostali přidělenou farnost Blahoslavané Panny Marie, později i v Klokotech.
V současné době působí v Česku dvě komunity oblátů a to v Plasích a Klokotech.

## Mládež
Součástí oblátské rodiny jsou od samého počátku také společenství mladých. V naší provincii jde především o německé OMI-Jugend a český OMIGang. Společenství mládeže OMIGang se začalo vytvářet kolem oblátské komunity v Plasích (plzeňská diecéze) v r. 2011. Nejprve šlo o nepravidelná setkání několika mladých lidí z oblátských farností kolem Plas a Manětína, brzy se ale přidalo i pár středoškoláků a vysokoškolských studentů z Plzně a postupem času se společenství rozrostlo i o zástupce z Moravy: Brna a Kroměříže. Pořádaly se první OMITreffingy (pravidelná víkendová setkání v Plasích), k nim se záhy přidaly OMILuftingy (víkendová setkání s pracovně-duchovní náplní sloužící k „proluftování“ zanedbaných a opuštěných kostelů a jiných objektů), kterých se dodnes účastní i studenti našeho spřáteleného Stojanova gymnázia na Velehradě. Časem, když se mezi členy OMIGangu upevnily vztahy a vytvořilo se pevnější jádro, se začalo společenství více otevírat navenek, zvát další mladé lidi ke sdílení a vytvářet svůj vlastní apoštolát. 

## KVS
Komunita Vtěleného Slova, tedy KVS je odpověď na potřebu silné zkušenosti komunitního evangelního života, kterou někteří čeští obláti zakusili v italském „Centro giovanile“ v Marinu nedaleko Říma. V roce 2012 se tedy po vzoru této italské oblátské zkušenosti vytvořilo společenství mladých mužů, kteří se rozhodli udělat zkušenost společného žití evangelia ve všednosti obyčejného života. Společně s obláty v Plasích bydlí, společně pracují, společně uklízí, vaří, perou, modlí se, společně studují…

## Oblátští asociovaní
Životní cesta a odkaz svatého Evžena neoslovuje jen řeholníky nebo ty, kteří hledají své životní povolání. Evženova láska k Bohu a k církvi má velkou inspirativní sílu i pro lidi, kteří žijí v rodinách a chodí do běžných zaměstnání. Tito lidé vytvářejí společenství tzv. oblátských asociovaných. Spojují se se společenstvím oblátů a oblátek slibem, ve kterém se vyznávají ze svého vztahu k Ježíši Kristu a k jeho církvi a ve kterém vyjadřují svou touhu být živými svědky Boží bezpodmínečné lásky k lidem ve svých rodinách, v církvi i mimo ni, ale zejména vůči lidem, kteří mají největší důvod o této lásce pochybovat, totiž vůči lidem vyloučeným na okraj lidské a církevní společnosti. Tento slib mohou každoročně obnovovat.
Ke společenství asociovaných patří staří i mladí, svobodní i zadaní, lidé z měst i z vesnic, studovaní i nestudovaní. Schází se v regionálních skupinách. Dvakrát ročně pak mají příležitost setkat se se všemi ostatními asociovanými z Česka a z Německa (na tzv. Eugen-Meetingu a podzimním výročním setkání). Základem setkání je lidské společenství, nechybí ani duchovní program.
Prvních 17 laiků složilo slib v únoru roku 2004. Dnes je jich přes osmdesát, regionálních skupin je v současnosti sedm: pět v Německu (sasko-srbská skupina, skupina z Burlo, hünfeldská skupina, jihoněmecká skupina a tzv. mladí asociovaní z celého Německa) a dvě v Česku. K původní skupině českých asociovaných scházejících se již tradičně kolem oblátské komunity v Táboře - Klokotech se čerstvě přidala i skupina sedmi mladých asociovaných navázaná na komunitu plaskou (první asociace: 1. říjen 2016).
Mladí asociovaní, neboli Maso, jak si ve zkratce říkají, se pravidelně scházejí ke společnému sdílení a prohlubování života v charismatu sv. Evžena. Mají na starosti několik evangelizačních projektů a kromě toho se také snaží o mezinárodní propojení s dalšími členy oblátské rodiny po celém světě, především v rámci naší Středoevropské provincie.

## Slavní členové řádu
- Zdeněk Čížkovský
- Francis kardinál George